# جيمس ماير دي روتشيلد
جيمس ماير دي روتشيلد (بالفرنسية: James de Rothschild)‏ هو شخصية أعمال واقتصادي فرنسي، ولد في 15 مايو 1792 في فرانكفورت في ألمانيا، وتوفي في 15 نوفمبر 1868 في باريس في فرنسا.